# Matthew Bingley
Matthew Bingley (sinh ngày 16 tháng 8 năm 1971) là một cầu thủ bóng đá người Úc.

## Đội tuyển bóng đá quốc gia Úc
Matthew Bingley thi đấu cho đội tuyển bóng đá quốc gia Úc từ năm 1993 đến 1997.

## Thống kê sự nghiệp
| Đội tuyển bóng đá Úc | Đội tuyển bóng đá Úc | Đội tuyển bóng đá Úc |
| Năm                  | Trận                 | Bàn                  |
| -------------------- | -------------------- | -------------------- |
| 1993                 | 1                    | 0                    |
| 1994                 | 0                    | 0                    |
| 1995                 | 2                    | 0                    |
| 1996                 | 3                    | 1                    |
| 1997                 | 8                    | 4                    |
| Tổng cộng            | 14                   | 5                    |